# تپه دیوار کهنه - دیوار کن
تپه دیوار کهنه - دیوار کن مربوط به هزاره دوم و اول قم است و در شهرستان بیجار، روستای گلستانه واقع شده و این اثر در تاریخ ۸ مرداد ۱۳۸۱ با شمارهٔ ثبت ۵۹۱۹ به‌عنوان یکی از آثار ملی ایران به ثبت رسیده است.